# Vaudeville-le-Haut
Vaudeville-le-Haut – miejscowość i gmina we Francji, w regionie Grand Est, w departamencie Moza.
Według danych na rok 1990 gminę zamieszkiwały 52 osoby, a gęstość zaludnienia wynosiła 5 osób/km² (wśród 2335 gmin Lotaryngii Vaudeville-le-Haut plasuje się na 993. miejscu pod względem liczby ludności, natomiast pod względem powierzchni na miejscu 578.).